# Army of Frankensteins
Pour plus de détails, voir Fiche technique et Distribution.
Army of Frankensteins est un film américain réalisé par Ryan Bellgardt, sorti en 2013.

## Fiche technique
- Titre : Army of Frankensteins
- Réalisation : Ryan Bellgardt
- Scénario : Ryan Bellgardt, Andy Swanson et Josh McKamie d'après les personnages de Mary Shelley
- Pays d'origine : États-Unis
- Genre : Science-fiction et horreur
- Date de sortie : 2013

## Distribution
- Jordan Farris : Alan Jones
- Christian Bellgardt : Igor
- John Ferguson : Dr. Tanner Finski
- Eric Gesecus : Frankenstein
- Rett Terrell : Solomon Jones
- Raychelle McDonald : Virginia

## Récompenses
- Meilleurs effets spéciaux au Action On Film International Film Festival (en)
- Meilleur film fantastique au PollyGrind Film Festival (en)